# Dactylospora athallina
Dactylospora athallina är en lavart som först beskrevs av Johannes Müller Argoviensis, och fick sitt nu gällande namn av Hafellner 1979. Dactylospora athallina ingår i släktet Dactylospora och familjen Dactylosporaceae.  Arten är reproducerande i Sverige. Inga underarter finns listade i Catalogue of Life.